# Skyline (film)
Skyline is een Amerikaanse sciencefictionfilm uit 2010, geregisseerd en geproduceerd door de Gebroeders Strause. De film gaat over een wereldwijde buitenaardse invasie o.a in Los Angeles. De hoofdrollen worden vertolkt door Eric Balfour, Scottie Thompson en Donald Faison.

## Verhaal
Elaine (Scottie Thompson) en Jarrod (Eric Balfour) zijn naar Los Angeles gevlogen voor de verjaardag van Terry (Donald Faison). Ze zijn van plan om de hele nacht te gaan feesten met Terry's vriendin Candice (Brittany Daniel) en Denise (Crystal Reed). Tijdens het feesten wordt Jarrod geroepen door een man om naar zijn vriendin toe te komen, in het appartement van Terry. Elaine bekent die avond dat ze zwanger is, waardoor Jarrod toegeeft dat hij er niet klaar voor is. Als ze er niet uit komen, is het al nacht en gaan de feestgangers slapen.

### De invasie: Dag een
's Morgens rond half 5 wordt Los Angeles wakkergeschud door felle lichtbollen die vanuit de donkere hemel in de stad vallen. Als Ray (Neil Hopkins) wakker wordt en de zonneschermen omhoog doet, wordt hij overgenomen door het blauwe licht, en wordt hij gedwongen ernaartoe te lopen. Als hij de deur van het balkon openmaakt, wordt hij door de zwaartekracht van het licht meegetrokken.
Jarrod komt op het geschreeuw van Denise af. Als hij richting het balkon kijkt wordt hij ook overgenomen door het blauwe licht. Als Terry hem tegenhoudt moet hij bijkomen, en ziet hij wazige flitsen in zijn ogen. Al snel komen de vrienden erachter dat er iets niet pluis is. Als Jarrod bijkomt en Elaine een stukje vertelt van wat hij zag, horen ze weer gerommel buiten. Als Jarrod en Terry van plan zijn om een kijkje te nemen op het dak met de fotocamera zien ze de lichtbollen weer naar beneden komen.
Als de mist optrekt kijken ze in de onweerswolken, en komen ze tot conclusie dat ze iets zien wat nooit eerder gezien is. Al snel komen er tien ruimteschepen vanuit de atmosfeer naar beneden. Jarrod maakt met de camera foto's, en komt erachter dat er al honderd mensen tegelijk opgezogen worden. Als ze zien dat de mensen naast het andere gebouw omhoog worden gesleurd rennen Terry en Jarrod naar de deur van het trappenhuis.
Terry schiet met zijn pistool op de deur om hem open te krijgen. Als Elaine de kapotgeschoten deur opent wordt ze overgenomen door het licht, en slaat Jarrod de deur weer dicht. In het appartement kijken ze naar de foto's en weten ze niet waarom de mensen ontvoerd worden. Als Terry en Jarrod op het idee komen om te vluchten loopt de groep vrienden naar de garage onder het appartement. Ze komen erachter dat nog twee andere mensen op de vlucht zijn, en stappen de auto in. Als Terry en Denise in de auto de garage uit willen rijden wordt de auto stopgezet door een groot alienmonster. Als Terry probeert te ontsnappen schiet hij op het monster, en rent hij terug de garage in. Als Jarrod hem wil vangen wordt Terry het monster ingezogen.
Als Jarrod terug naar de auto rent waar Elaine en Candice in zitten, zet Candice de auto in de achteruit. Ze willen zo snel mogelijk weer het appartement in. Als zij in de val komen te zitten komt hoteleigenaar Oliver (David Zayas) met de auto op een klein alienmonster af en plet deze tegen een pilaar.
Als Oliver, Jarrod, Elaine en Candice bij het zwembad richting de hotelingang rennen wordt nog iemand van de groep, Jen (Tanya Newbould) opgezogen door een groot alienmonster. Als Oliver met de groep in het appartement is, blijven ze daar wachten op hulp.

### De terugslag: Dag twee
In de nacht worden Jarrod en Oliver opgeschrokken door schoten in de stad. Als een groep gangsters in een wagen van de stad weg wil rijden, zit een groot monster achter hen aan. Wanneer de gangsters in de wagen worden doodgemaakt door het monster keert de rust weer terug.
Als het ochtend is krijgen Jarrod en Oliver ruzie. Als Jarrod erachter komt op de wc dat er geen water meer is wil hij gered worden door het leger dat al militairen vanuit helikopters laat landen op gebouwen. Als Jarrod en Oliver weer ruzie krijgen hoort Elaine een geluid van vliegtuigen, als Oliver op de telescoop kijkt ziet hij predator drones (MQ-1) en twee plaatachtige vliegtuigen (B-2) op het grootste ruimteschip af gaan.
Als de aliens in gevecht komen met de straaljagers, kan een snel vliegtuig nog een kernbom afschieten en explodeert door een botsing. Als de kernbom tegen het moederschip komt explodeert dit onmiddellijk. Als het ruimteschip neerstort wilt Jarrod via de telescoop kijken. Hij ontdekt dat de aliens heel erg woedend zijn vanwege de aanslag en repareren hun moederschip weer met een lichtstraal.
Jarrod wacht geen seconde langer en rent met Elaine het dak op om gered te worden, als de militairen een helikopter sturen wordt deze vast gehouden door een groot alien-monster. Als de enige militair het monster omverschiet komt Jarrod in gevecht met een kleine vliegende alien en maakt hij deze uit woede dood als het beest op Elaine ligt. Doordat Jarrod verwond is aan het been door het monster, besluiten Jarrod en Elaine het dak op te gaan. Ze besluiten zichzelf op te laten zuigen.

### Het moederschip: Dag drie
Na drie dagen zijn de grootste steden New York, Londen, Hongkong en Las Vegas in handen gevallen van de aliens. Als Elaine wakker wordt ziet zij hoe haar vriend Jarrod wordt opgepakt bij een machine en het brein eruit wordt gehaald. Als het brein door een lange tunnel bij een leegstaande alien in het lichaam komt is het brein rood.
Als Elaine door zwangerschap in een andere ruimte wordt gelegd roept ze om hulp. Als Jarrod als alienmonster haar bekende stem hoort, weet hij van de ongeboren baby en probeert hij Elaine te beschermen. Op het einde is zichtbaar dat Jarrod elk monster plet.

## Rolverdeling
- Eric Balfour als Jarrod
- Scottie Thompson als Elaine
- Brittany Daniel als Candice
- David Zayas als Oliver
- Donald Faison als Terry
- Crystal Reed als Denise
- Neil Hopkins als Ray
- Robin Gammell als Walt
- J. Paul Boehmer als Colin
- Tanya Newbould als Jen
- Tony Black als Derek
- Pam Levin als Cindy
- Phat Mahathongdy als Mandy

## Achtergrond

### Productie
De opnames voor Skyline begonnen in februari 2010 in Marina Del Rey, en duurden tot 31 maart 2010.. De meeste scènes werden opgenomen in de condo, waar Greg Strause woont.
De normale opnames kostten ongeveer 500.000 dollar, maar door de vele visuele effecten die achteraf nog moesten worden toegevoegd kwam het budget uit op 10 tot 20 miljoen dollar. Op 11 november 2010 gaf producer Brett Ratner aan dat de film 10 miljoen dollar zou gaan kosten. De gebroeders Strause stonden erop een eventuele sequel met hun eigen geld te filmen.

### Rechtszaak
In augustus 2010 werd bekend dat Sony Pictures Entertainment juridische stappen tegen Greg en Colin Strause overweegt, alsmede de eigenaars van Hydrraulx Filmz. Sony had Hydraulx ingehuurd om de visuele effecten voor hun film Battle: Los Angeles te verzorgen, maar was volgens eigen zeggen niet door Hydraulx ingelicht over het feit dat de gebroeders Strause bezig waren met een rivaliserende alienfilm, die vier maanden voor die van Sony moest uitkomen. Volgens de gebroeders Strause is het niet hun fout dat Universal en Relativity de film voor die van Sony wilden uitbrengen.

### Uitgave en ontvangst
De film werd in Noord-Amerika uitgebracht op 12 november 2010, en in Australië op 11 november 2010. De distributie wordt verzorgd door Universal Pictures. Zodra de bioscoopvertoning erop zit, zal de film worden vertoond op Netflix.
Skyline werd niet voor de première al aan critici vertoond. Tijdens de première werd de film met overwegend negatieve reacties ontvangen. Op Rotten Tomatoes gaf slechts 15% van de recensenten de film een goede beoordeling. Joe Leydon van Variety omschreef de film als “een mislukte mengeling van Transformers en Independence Day”. Michael Phillips van de Chicago Tribune vermeldde in zijn beoordeling dat de effecten van de film goed waren gezien het budget, maar dat dit dan ook het enige is wat men over Skyline kan zeggen.
Er waren echter ook positieve reacties op de film, waaronder die van Matthew Sorrento op Film Threat. Kim Newman van Empire Magazine vond de film eveneens geslaagd.
In financieel opzicht was Skyline wel succesvol. De film bracht de eerste dag $4.752.000 op. De totale wereldwijde opbrengst kwam uit op $55.260.451.